# Eulophiella elisabethae
Eulophiella elisabethae är en orkidéart som beskrevs av Jean Jules Linden och Robert Allen Rolfe. Eulophiella elisabethae ingår i släktet Eulophiella och familjen orkidéer. Inga underarter finns listade i Catalogue of Life.